# Rosa Filipina Duchesne
Rose-Philippine Duchesne (Grenoble, 29 d'agost de 1769 - Saint Charles, Missouri, 18 de novembre de 1852) va ser una religiosa de l'Orde de la Visitació de Santa Maria i educadora francesa, que el papa Joan Pau II va canonitzar el 1988. Originària de França, va emigrar com a missionera a Amèrica, i és reconeguda per la seva cura i educació dels supervivents indígenes americans afectats pels programes d'expulsió d'indis dels Estats Units.
Juntament amb la fundadora, Madelena Sofia Barat, Duchesne va ser un dels primers membres de la Societat del Sagrat Cor i va establir les primeres comunitats de la congregació als Estats Units. Va passar l'última meitat de la seva vida ensenyant i servint la gent del mig oest dels Estats Units, que en aquell moment era considerada la frontera occidental de la nació.
Duchesne va ser beatificada el 12 de maig de 1940 i canonitzada el 3 de juliol de 1988.

## Biografia
Filla de Pierre-François Duchesne i Rose-Euphrosine Périer, va ser criada en una enorme casa familiar davant de l'edifici del Parlament o del Palau de Justícia de Grenoble. Després de sobreviure a un atac de verola, la van portar a formar-se al monestir de les saleses de Sainte-Marie-d'en-Haut, prop de Grenoble. El 1787 va entrar-hi com a novícia malgrat l'oposició de la seva família, però amb la Revolució francesa, l'orde va ser suprimit i la comunitat es va dispersar.
Amb el concordat del 1801 va intentar reconstituir el monestir, però el 1804 va ésser cedit a la Societat del Sagrat Cor de Jesús que havia fundat feia poc Magdalena Sofia Barat: amb les seves companyes, va entrar a la nova congregació. El 1815, després del final de les guerres napoleòniques, Duchesne va establir un convent del Sagrat Cor a París, on va obrir una escola i es va convertir en la mestressa de les novicies.
El 1817 el convent de París va rebre la visita del bisbe de Louisiana, Louis DuBourg, que li va expressar la necessitat d'evangelitzar els nadius americans. Amb quatre germanes, fundaria la primera casa de la Societat als Estats Units d'Amèrica, esdevenint una de les primeres catòliques que evangelitzaria els nadius nord-americans.
En 1818 la mare Duchesne va embarcar cap a Nord-amèrica, arribant a Nova Orleans i, navegant Mississipi amunt, a Saint Louis (Missouri), instal·lant-s'hi prop, a la colònia de Saint Charles. Duchesne escrigué que "La pobresa i l'heroisme cristians són aquí, i les proves són les riqueses dels preveres en aquesta terra": efectivament, el fred, les malalties, l'oposició dels habitants, la ingratitud i la calúmnia van posar les germanes a prova. Després de Saint Charles, van fundar col·legis de la congregació arreu de Louisiana: Florissant, Grand Côteau, Nova Orleans, St. Louis i St. Michael.
Un cop consolidada la congregació, es va dedicar a ensenyar els indígenes, treballant amb el potawatomi a Sugar Creek. Va voler continuar la seva missió a les muntanyes Rocoses, però l'edat i la salut ho impediren i va tornar a St. Charles, on va morir el 1852, als 83 anys.

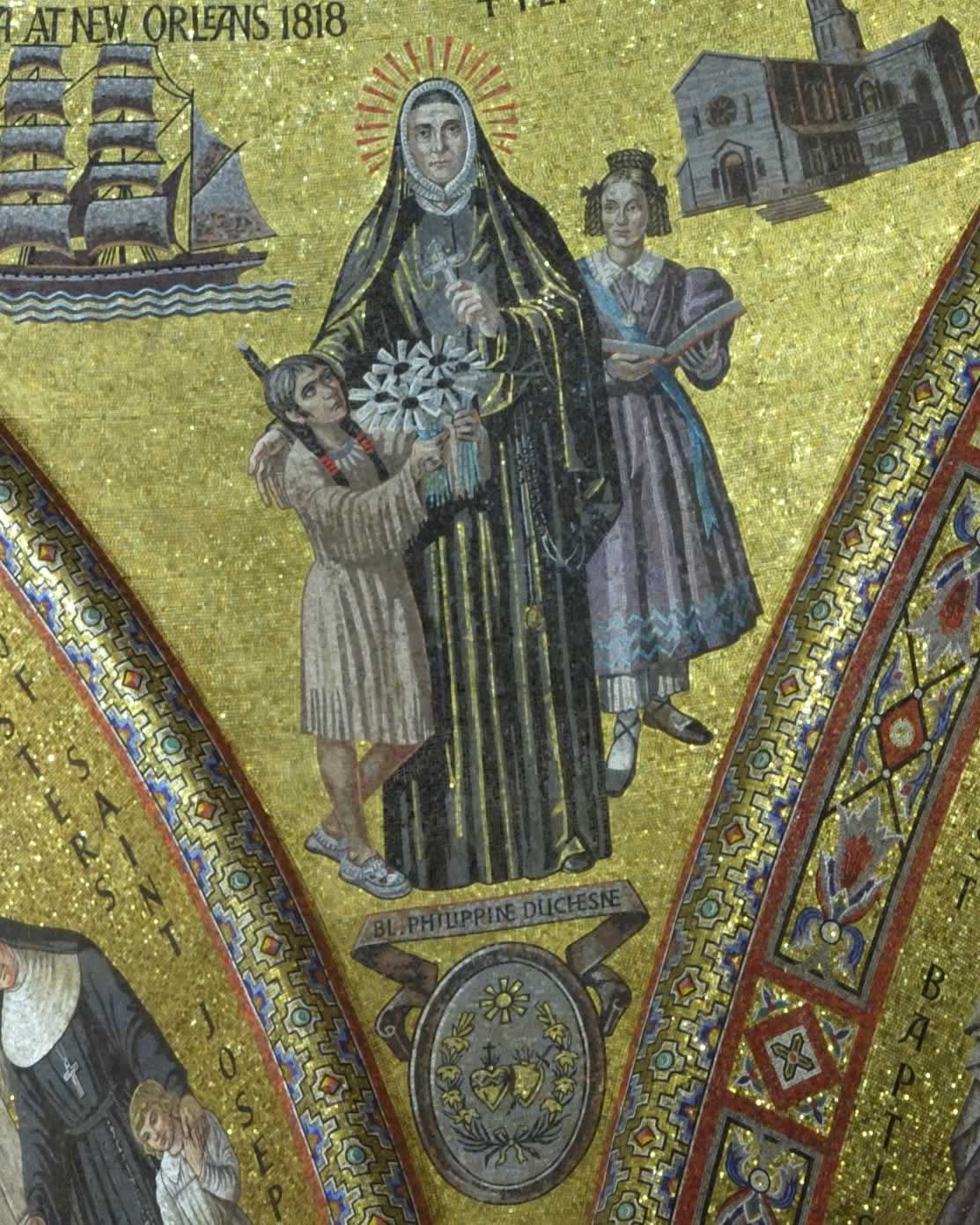
Mosaic a la Catedral Metropolitana de Saint-Louis
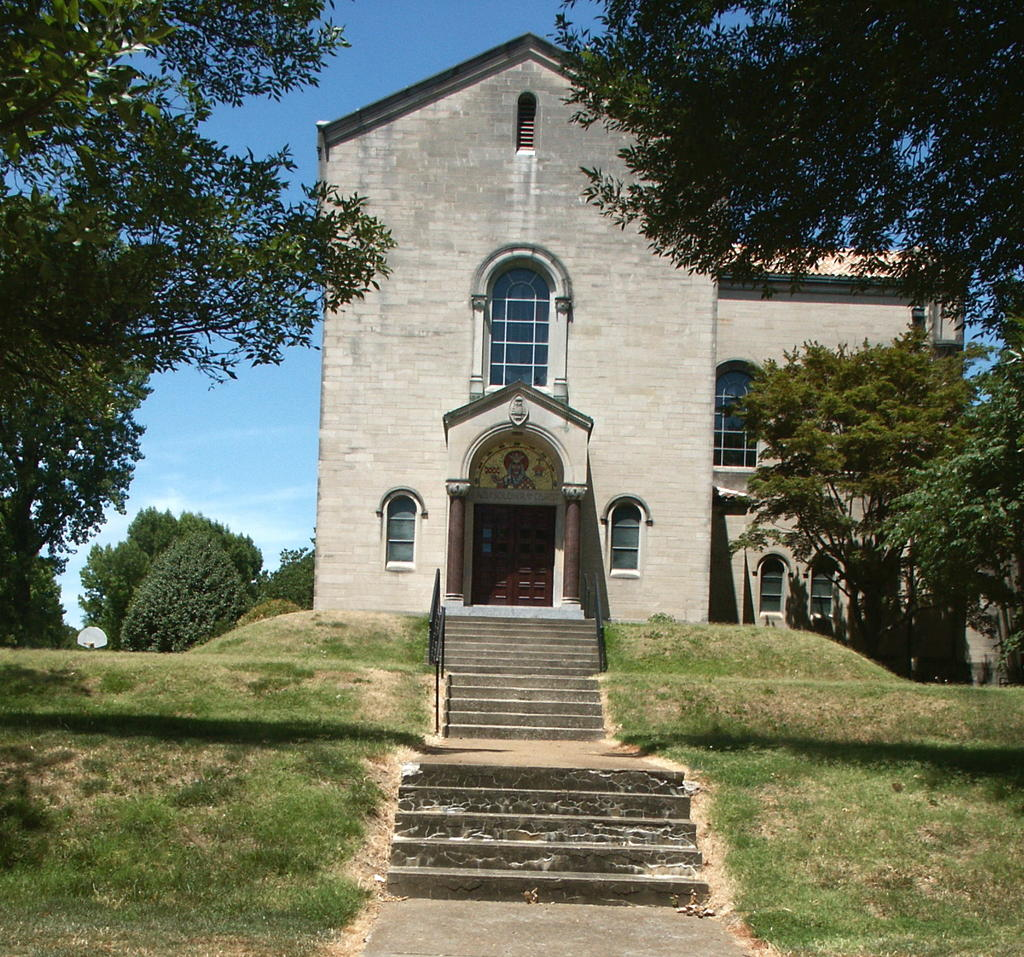
Santuari a l'Academy of the Sacred Heart (St. Charles, Missouri)
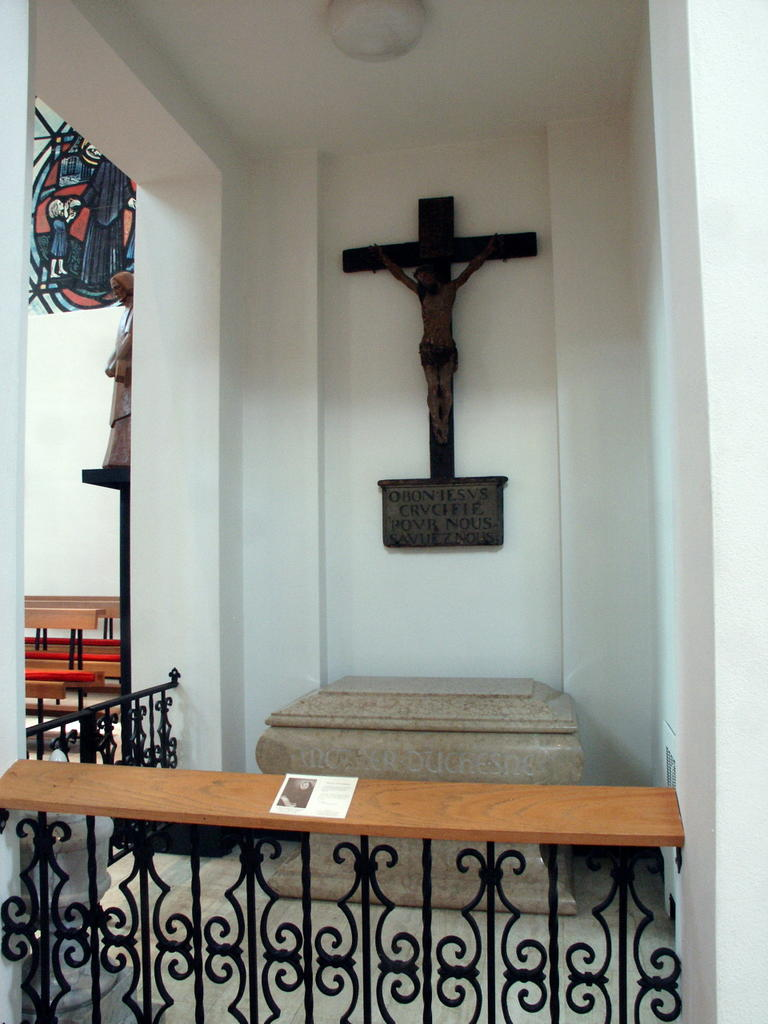
Sarcòfag de la monja al santuari de St. Charles

## Veneració
El 12 de maig de 1940 Pius XII la proclamà beata; va ser canonitzada per Joan Pau II el 3 de juliol de 1988. La seva festivitat és el 18 de novembre.
És enterrada al Santuari de S. Philippine Duchesne, a l'Academy of the Sacred Heart de St. Charles (Missouri).